# Джия
Джия е българска попфолк певица.

## Детство и образование
Джия е родена на 29 ноември 1993 г. в Пазарджик. От малка се занимава с музика. Започва музикалното си образование в Национална музикална академия в София и завършва висшето си образование, специалност „Поп и джаз пеене“ в Нов български университет в София. Музикалната ѝ кариера започва с подписването на договор с музикална компания „Хит Микс Мюзик“ и запознанството ѝ с Йорданчо Василковски – Оцко, който става неин музикален продуцент.

## Музикална кариера
През месец юни 2020 година Джия дебютира на поп-фолк сцената в дуетна песен с Емануела – „Мамино синче“.
През юли 2020 г. Джия пуска песента озаглавена – „Дива“ в която специално участие взима и Емрах. През януари 2021 г. излиза песента „Излишен". През юли 2021 г. е пусната песента „Паля“. Песента е по музика и аранжимент на Деян Асенов, с когото изпълнителката работи за първи път.